# Segesd
Segesd é um município da Hungria, situado no condado de Somogy. Tem 73,09 km² de área e sua população em 2019 foi estimada em 2.502 habitantes.